# 根纳季·萨切纽克
根纳季·谢纳丰托维奇·萨切纽克（俄语：Геннадий Ксенафонтович Саченюк，1967年12月24日—），是俄罗斯著名指挥家，亚历山德罗夫红旗歌舞团现任团长。

## 生平
1967年12月24日，萨切纽克出生于乌克兰赫尔松州内的戈尔诺斯塔伊夫卡。他于1986年从赫尔松州立音乐学院（College of Music Kherson）毕业，并就读于莫斯科音乐学院的军事指挥系。1991年，萨切纽克从学院毕业并被安排在系内工作。他被指派为一个教育乐团的指挥，后成为教职人员，为系内培训部门负责人助理及技术培训中心、录音室负责人。
2000年12月29日，萨切纽克被任命为红旗歌舞团的副团长。仅仅三年后，他就被授予俄罗斯联邦功勋文化工作者及北奥塞梯共和国人民艺术家的荣誉称号，并在接下来的十数年中，先后担任红旗歌舞团的艺术总监、首席指挥等职务。2016年12月25日，载有红旗歌舞团部分团员的客机坠机，包括著名指挥家瓦列里·哈利洛夫在内的92名乘员无人生还。萨切纽克因此成为歌舞团新任艺术总监，并主持了在空难之后对歌舞团的重建工作。之后的数月中，他负责从六千位候选人中遴选出数十人的空位，一同他试图恢复原有的剧目，主要以军乐及俄罗斯民谣为优先恢复曲目。2017年4月，经媒体采访，萨切纽克表示红旗歌舞团随时可以在俄罗斯国防部指导下举行任何巡演。后来媒体向萨切纽克问及他如何在短时间内使得歌舞团恢复的时候，他指出为磨合新老成员，在二月、三月份的时候就已经在克里姆林宫、索契等地开始演出。同时萨切纽克采纳了新的演唱顺序，在演唱会第一节时安排的曲目变为由红旗歌舞团第二任团长鲍里斯所谱写的幻想曲，这首曲子并没有如同其他传统的曲目一样被演奏超过至少五十年。萨切纽克为红旗歌舞团的改变总结说歌舞团总体代表了俄罗斯军队文化，有人加入也有人离去，但是歌舞团始终在。
由于空难的原因，红旗歌舞团原定于2017年2月份在中国的新春特别演出被搁置。2017年12月底，中国驻俄罗斯大使李辉的夫人史晓玲参观红旗歌舞团，与萨切纽克会面并进行了一番交流，她确保了让红旗歌舞团会在访华演出途中得到协助。遂于2018年，在萨切纽克及首席指挥尼古拉·基里洛夫的带领下，红旗歌舞团在北京国家大剧院展开了自空难后第一次在中国进行的演出，也是红旗歌舞团历史上第十次访问中国。此次演唱会自1月4日至1月7日，为期三天。4月13日，在红旗歌舞团创立人亚历山大·瓦西里耶维奇·亚历山德罗夫的135周年诞辰上，萨切纽克对歌舞团接下来的计划做了发言。他为满足红旗歌舞团观众的愿望，将空难前最后一次由全团参演的演唱会完整的录入DVD，并可在指定的电视频道观看。